# مونیکا فلورس
مونیکا فلورس (انگلیسی: Monica Flores؛ زادهٔ ۳۱ ژانویهٔ ۱۹۹۶) بازیکن فوتبال اهل مکزیک است.
از باشگاه‌هایی که در آن بازی کرده‌است می‌توان به باشگاه فوتبال زنان والنسیا اشاره کرد.
وی همچنین در تیم‌های ملی فوتبال زنان مکزیک بازی کرده‌است.